# Horst Kretzschmar
Horst Kretzschmar (1950–2021) fue un botánico alemán , y es conocido por sus ilustraciones botánicas, y por su formación sobre orquídeas. Además es médico y neurólogo en la práctica privada

## Algunas publicaciones

### Libros
- horst Kretzschmar. 2008. Die Orchideen Deutschlands und angrenzender Länder finden und bestimmen. Editor Quelle & Meyer, 285 pp. ISBN	3494014191

- -----------------------, wolfgang Eccarius, helga Dietrich. 2007. The orchid genera Anacamptis, Orchis and Neotinea: phylogeny, taxonomy, morphology, biology, distribution, ecology and hybridisation. 2.ª edición de EchinoMedia, 544 pp. ISBN 3937107126

- -----------------------, gisela Kretzschmar, wolfgang Eccarius. 2004. Orchideen Kreta & Dodekanes. Editor Mediterráneo Editions. 460 pp. ISBN 9608227437

- -----------------------, ------------------------, ------------------------. 2002. Orchideen auf Kreta, Kasos und Karpathos: ein Feldführer durch die Orchideenflora der zentralen Inseln der Südägäis. Editor	H. Kretzschmar, 416 pp . ISBN 3000088784

- -----------------------, ------------------------, ------------------------. 2001. Orchideen auf Rhodos: ein Feltführer durch die Orchideenflora der "Insel des Lichts". Editor Selbstverl. Kretzschmar, 240 pp. ISBN 3000073221

## Honores
- Galardonado con la Medalla de Plata de la OPTIMA para el período 2001-2003 por "Orquídeas de Creta, Kasos y Karpathos, 2002"[1]

- La abreviatura «H.Kretzschmar» se emplea para indicar a Horst Kretzschmar como autoridad en la descripción y clasificación científica de los vegetales.[2]